# Frukosten
Frukosten (franska: Le déjeuner) är en oljemålning av den franske impressionistiske konstnären Claude Monet från 1868–1869. Den ingår i Städelsches Kunstinstituts samlingar i Frankfurt am Main sedan 1910.
Målningen visar Camille Doncieux, som Monet gifte sig med 1870, och sonen Jean vid ett rikt dukat frukostbord i deras bostad i Étretat i Normandie. Bilden ger en inblick i familjens borgerliga levnadsförhållanden, som för visso gick hand i hand med en enorm skuldsättning till vänner och mecenater. Fader, Adolphe Monet, hade dragit in sitt finansiella stöd eftersom han inte accepterade Monets relation med Camille Doncieux. Men familjen Monets ekonomiska situation var på väg att förbättras; redan i juni 1868 i samband med den internationella sjöfartsutställningen i Le Havre hade Monet lyckats sälja några verk.   
Frukosten refuserades av Parissalongens jury 1870. Motgångarna för de unga impressionsiterna i det officiella kulturfrankrike ledde till att de ordnande en egen utställning 1874, den första impressionist-utställningen, där Monet bland annat ställde ut Frukosten.